# Kloster Schäftlarn

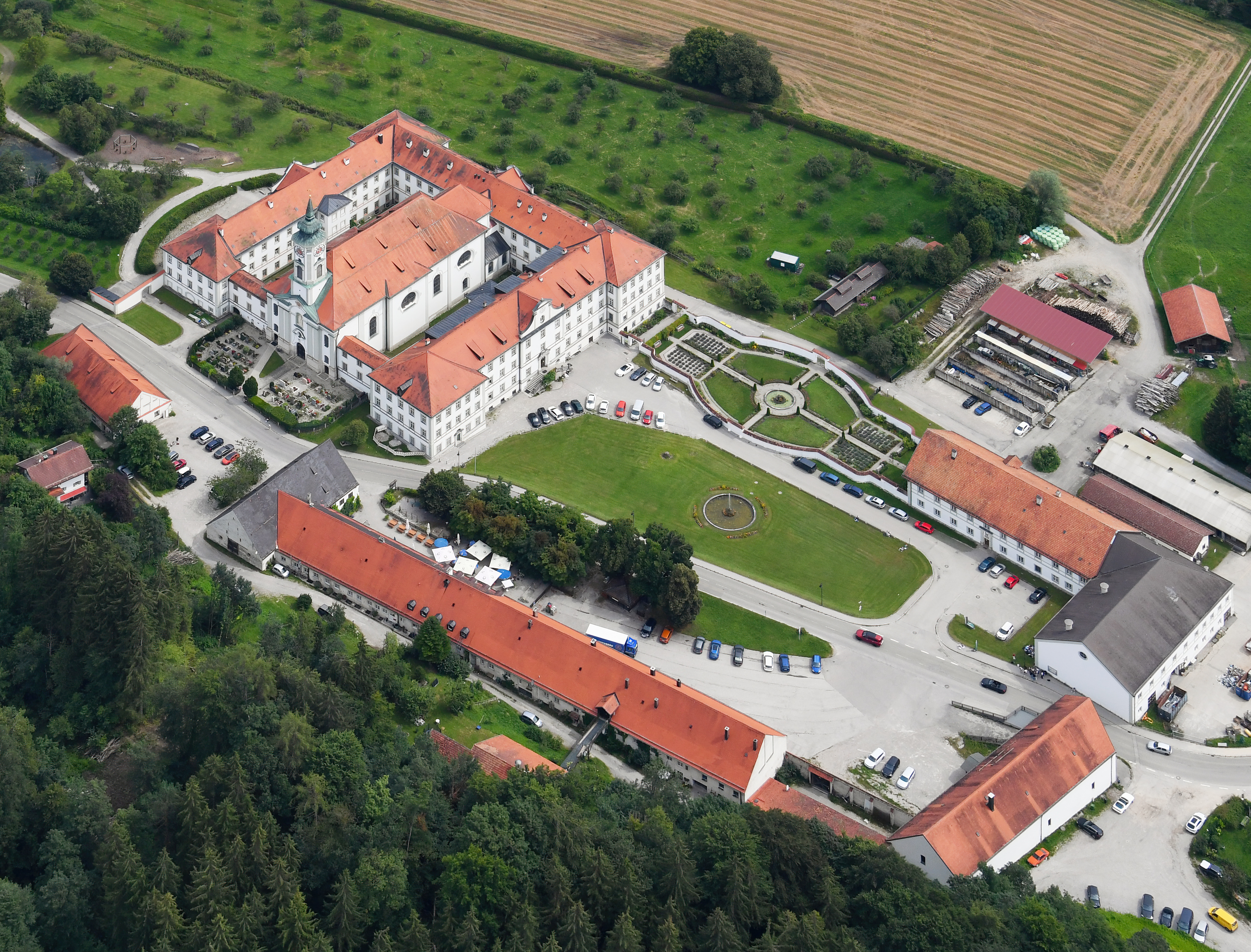
Kloster Schäftlarn von Südwesten aus der Luft gesehen

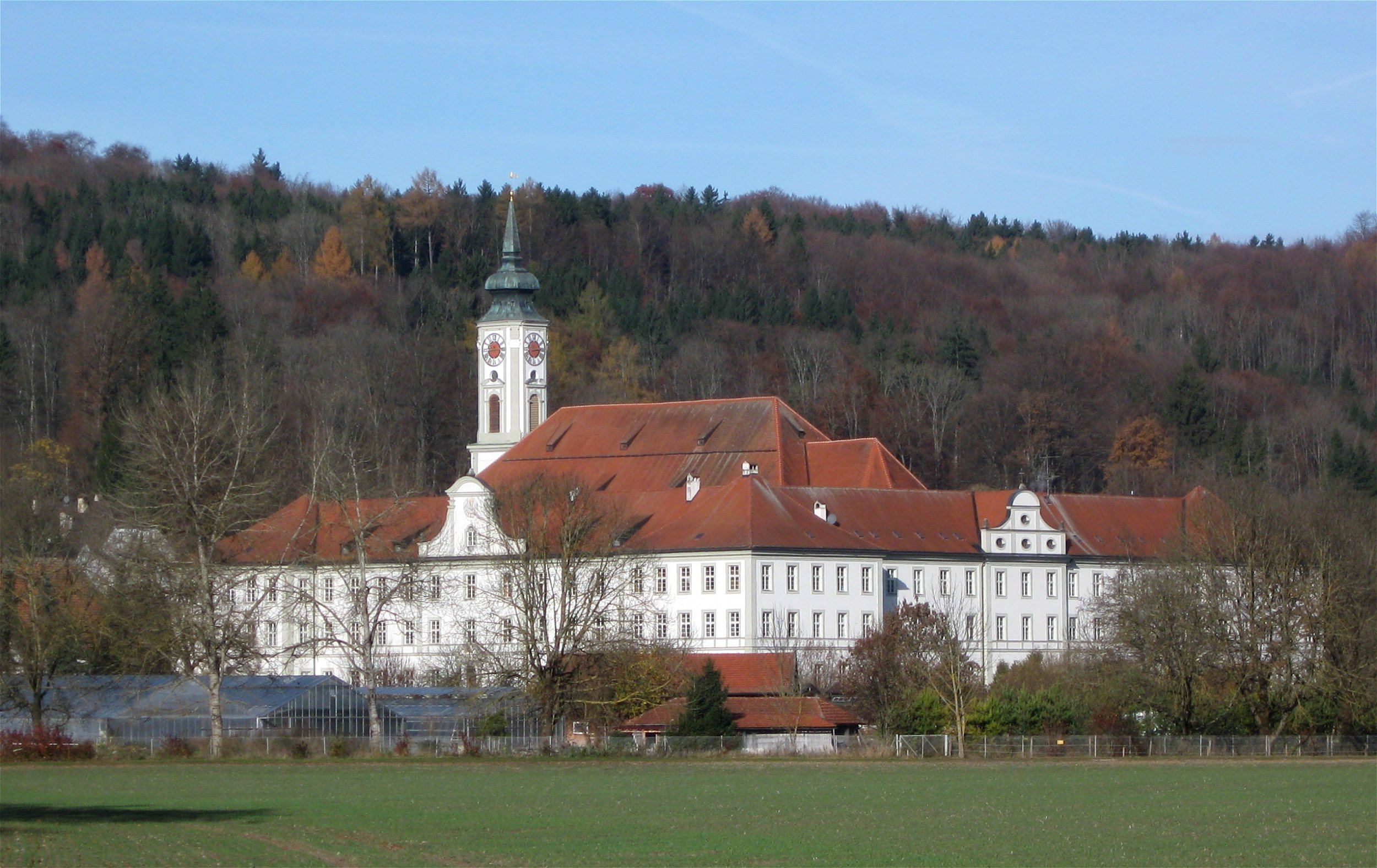
Benediktinerabtei Schäftlarn von Südosten

Kloster Schäftlarn ist eine Benediktinerabtei (Abtei zu den heiligen Dionysius und Juliana) im gleichnamigen Ortsteil der Gemeinde Schäftlarn in Oberbayern. Das Kloster gehört zur Bayerischen Benediktinerkongregation.
Die Ortschaft, die hauptsächlich aus der Abtei besteht, liegt im Isartal südlich von München.

## Geschichte

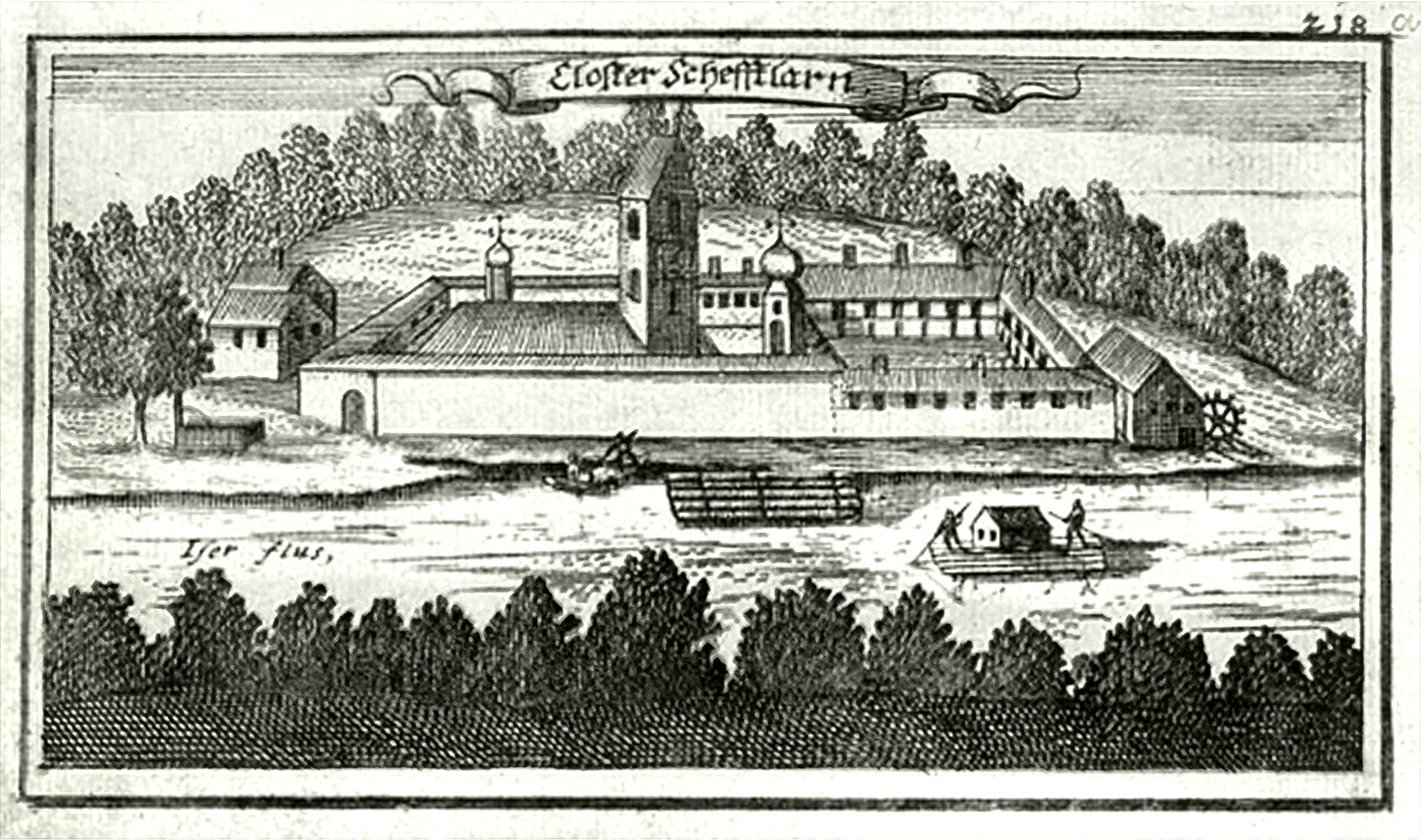
Ein Stich des Klosters aus dem „Churbaierischen Atlas“, Band 2, 1690

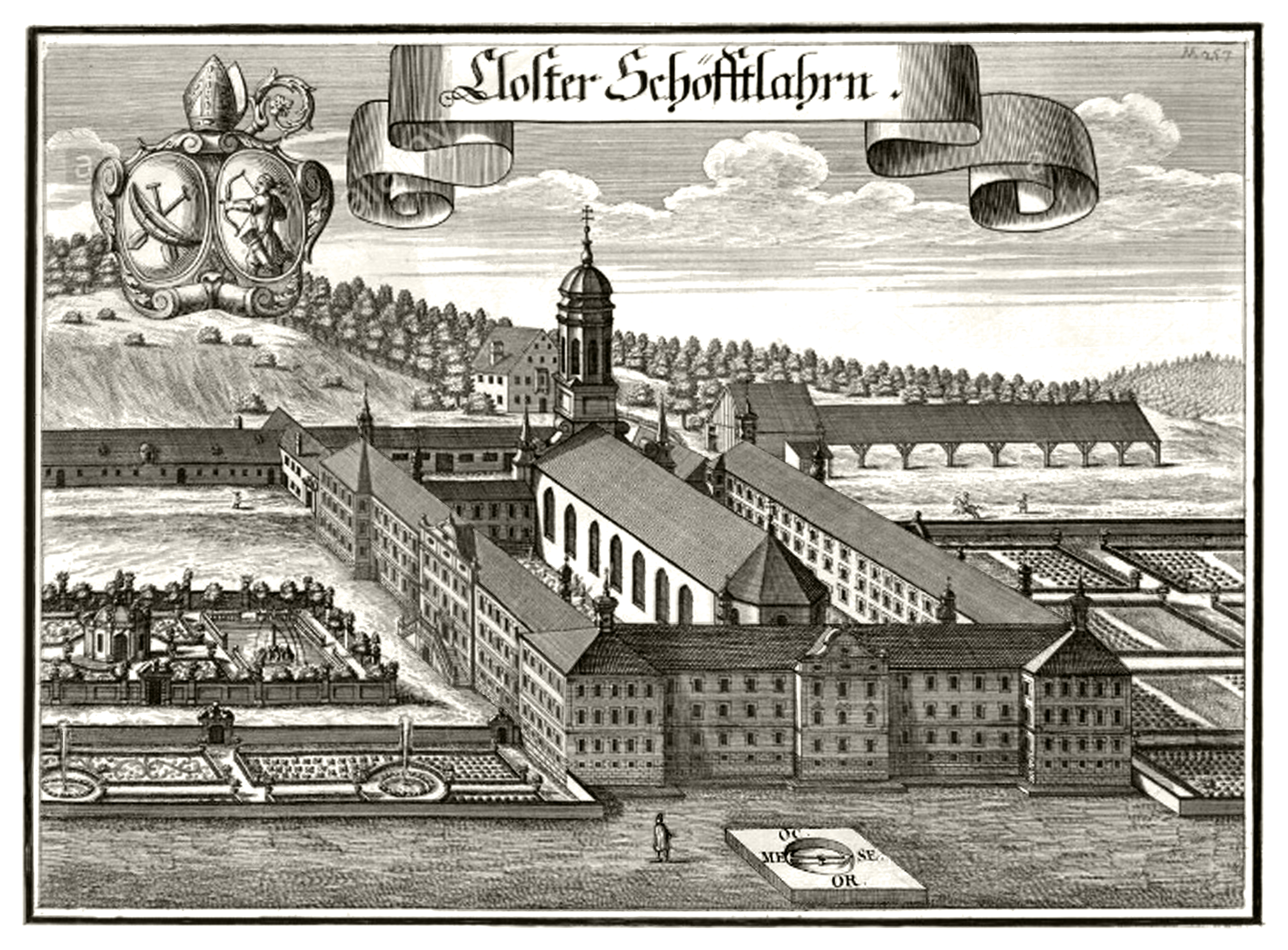
Der von 1702 bis 1707 um die hier noch dargestellte alte gotische Klosterkirche errichtete barocke Neubau. Erst 1733, nach dem Abbruch der alten Kirche entstand an seiner Stelle die heutige Barockkirche

Das Kloster wurde 762 von Waltrich, einem aus einer fränkischen Adelsfamilie stammenden Benediktiner, auf seinem Land (Pippinsbach) gegründet. In den nächsten beiden Jahrhunderten wuchs das Kloster durch verschiedene Schenkungen (darunter Schwabing und Hesselohe, s. a. Pullach). Im 10. Jahrhundert war die Abtei erloschen.
Um das Jahr 1140 vermachte Graf Konrad I. von Valley seinen ganzen Besitz zu Ilmungeshofen „zu seinem und seiner Eltern Seelenheil“ dem Kloster Schäftlarn in einer Urkunde. Weil die Fläche dieser Schenkung nur als Weideland benutzt werden konnte, machte das Kloster daraus einen Viehhof, also eine Schwaige, die nach dem heiligen Georg St. Georgenschwaige genannt wurde. 1140 wurde das Kloster Schäftlarn durch Bischof Otto von Freising dem Prämonstratenser-Orden übertragen. Im Jahr 1721/22 wurde im Auftrag des Abts unweit des Konvents ein Fischgewässer angelegt. Der Klosterkomplex wurde 1702 bis 1760 letztmals neu errichtet. 1733 entstand nach dem Abbruch der alten Kirche an seiner Stelle die heutige Barockkirche. Der Konvent gehörte bis zu seiner Auflösung im Rahmen der Säkularisation am 1. April 1803 dem Prämonstratenser-Orden an. In den Klostergebäuden wurden nach der Aufhebung eine Fayence-Manufaktur und eine Badeanstalt errichtet, die Klosterkirche wurde zur Pfarrkirche.  Marie von Erdődy, die Freundin Beethovens, wurde 1837 hier begraben. 1845 bis 1866 nutzten Englische Fräulein die Gebäude.
Am 17. Mai 1866 erwarb der abgedankte König Ludwig I. von Bayern die Klosteranlage und übergab sie den Benediktinern. Es wurde ein Benediktinerkloster und ein Gymnasium eingerichtet. Am 17. April 1910 wurde das Kloster durch Prinzregent Luitpold wieder in den Rang einer Abtei erhoben.
Am 29. April 1919, in der kurzen Zeit des Bestehens der bayerischen Räterepublik, wurde das Kloster zum Schauplatz einer bewaffneten Auseinandersetzung zwischen 20 Spartakisten und einer Gruppe von Regierungssoldaten, wobei ein Unteroffizier der Regierungstruppen ums Leben kam. Einen Tag danach wurden neun Spartakisten durch ein Standgericht ohne Verhör verurteilt und am gleichen Tag erschossen. Während das Grab des Unteroffiziers bis heute erhalten blieb, wurde die Grabstätte der Spartakisten auf dem Zeller Friedhof sofort eingeebnet. Die ursprüngliche Erinnerungstafel verschwand mit der Machtergreifung der Nationalsozialisten. Im März 2021 brachte die Gemeinde Schäftlarn am Zeller Friedhof eine neue Gedenktafel an.

## Gegenwart
Neben dem Privatgymnasium mit Tagesheim und Internat betreiben die Mönche Forstwirtschaft, eine Brennerei und eine Imkerei. Die erzeugten Produkte werden in einem Klosterladen angeboten. Seinen kulturellen Auftrag erfüllt das Kloster Schäftlarn insbesondere durch die Stiftsbibliothek Schäftlarn, die Mitglied der Arbeitsgemeinschaft Katholisch-Theologischer Bibliotheken (AKThB) ist, und als Veranstalter der Schäftlarner Konzerte. Das Kloster ist Ausgangspunkt für die erste Etappe des 2009/2010 ausgeschilderten Jakobswegs Isar–Loisach–Leutascher Ache–Inn.
Für die notwendige Sanierung des Klosters werden Kosten von 35 Millionen Euro geschätzt.

## Gymnasium
Nach der Schenkung der Klosteranlage im Jahr 1866 durch König Ludwig I. erfolgte 1884 die Gründung einer Lateinschule bzw. eines Progymnasiums mit Internat im Kloster.
Von 1941 bis 1945 wurde die Schule durch die Nationalsozialisten geschlossen. Nach dem Krieg nahm das Kloster als eine der ersten Höheren Schulen Bayerns den Schulbetrieb am 5. November 1945 in Form eines Progymnasiums für die Klassen 5 bis 10 wieder auf. Abiturprüfungen fanden im Kloster Schäftlarn erstmals 1973 statt.
Im Schuljahr 2023/24 besuchten 540 Schüler das private Gymnasium mit Tagesheim (für Jungen und Mädchen) und Internat (für Jungen). 44 hauptamtliche Lehrkräfte sind im Schulbetrieb tätig. Die Schule nahm bis vor kurzem am Schulversuch Europäisches Gymnasium teil und bietet einen neusprachlichen und humanistischen Zweig an.
Die ehemaligen Absolventen des Gymnasiums (Altschäftlarner) sind im Verein der Freunde Schäftlarns organisiert.

## Gewalt- und Missbrauchsfälle
2010 geriet das Benediktinergymnasium Schäftlarn im Rahmen der Berichterstattung über sexuellen Missbrauch in katholischen Einrichtungen in Deutschland in die Schlagzeilen. 1991 gab es bereits einen ähnlichen Vorfall, als zwei Patres wieder in das Kloster aufgenommen wurden, nachdem sie ihre Haftstrafen wegen sexueller Übergriffe gegenüber Schutzbedürftigen verbüßt hatten.

## Sehenswürdigkeiten

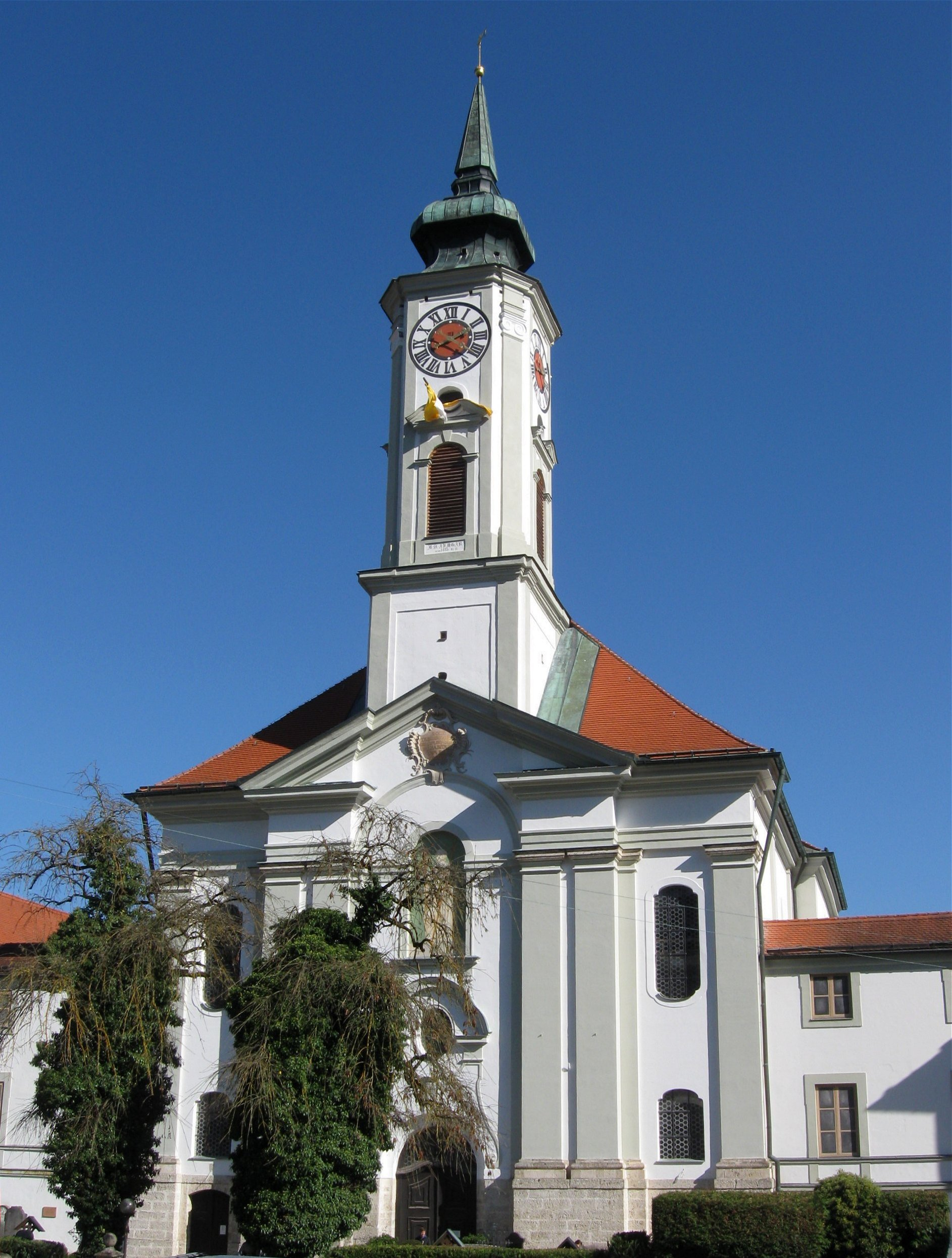
Klosterkirche

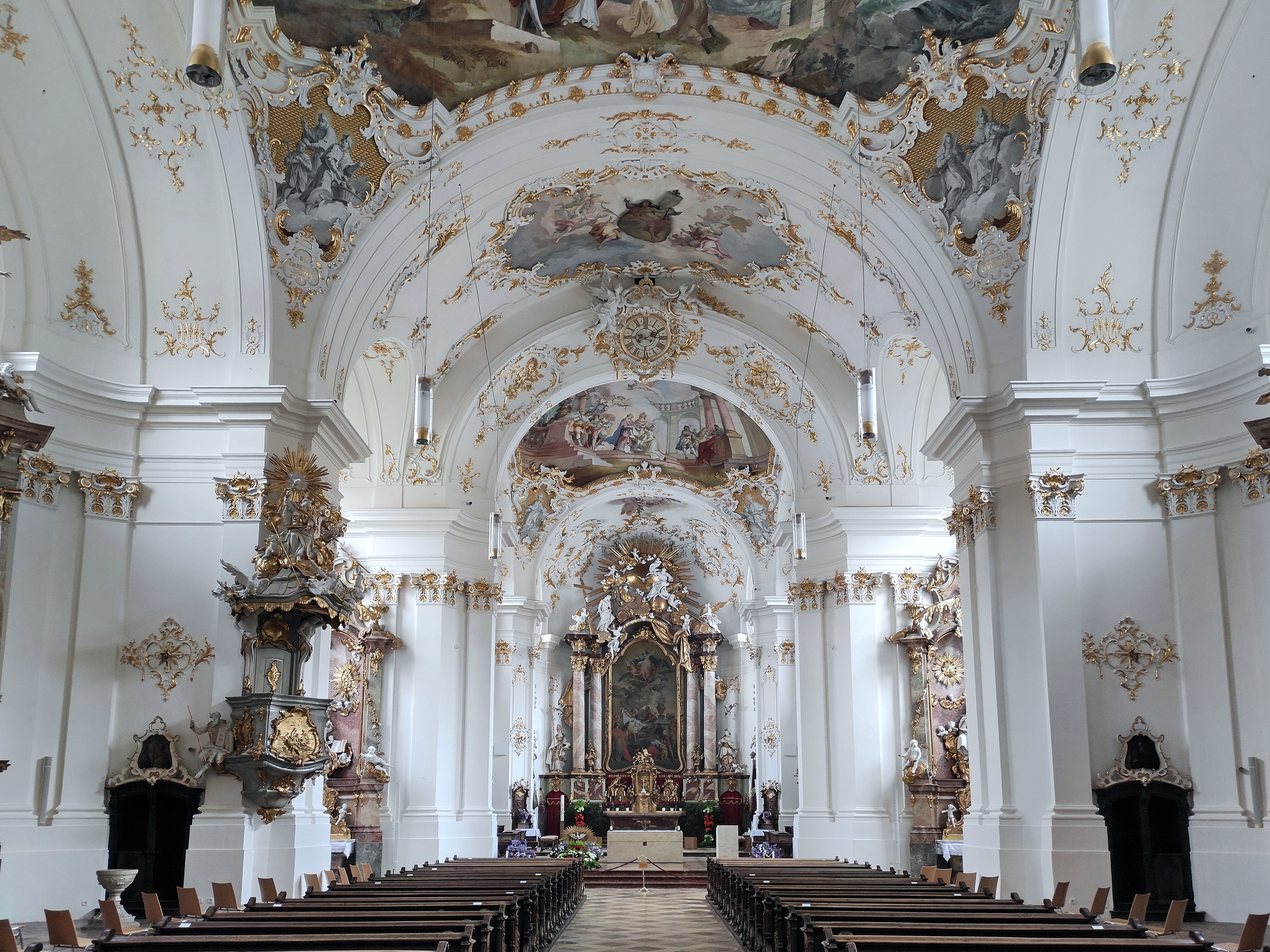
Klosterkirche: Innenraum

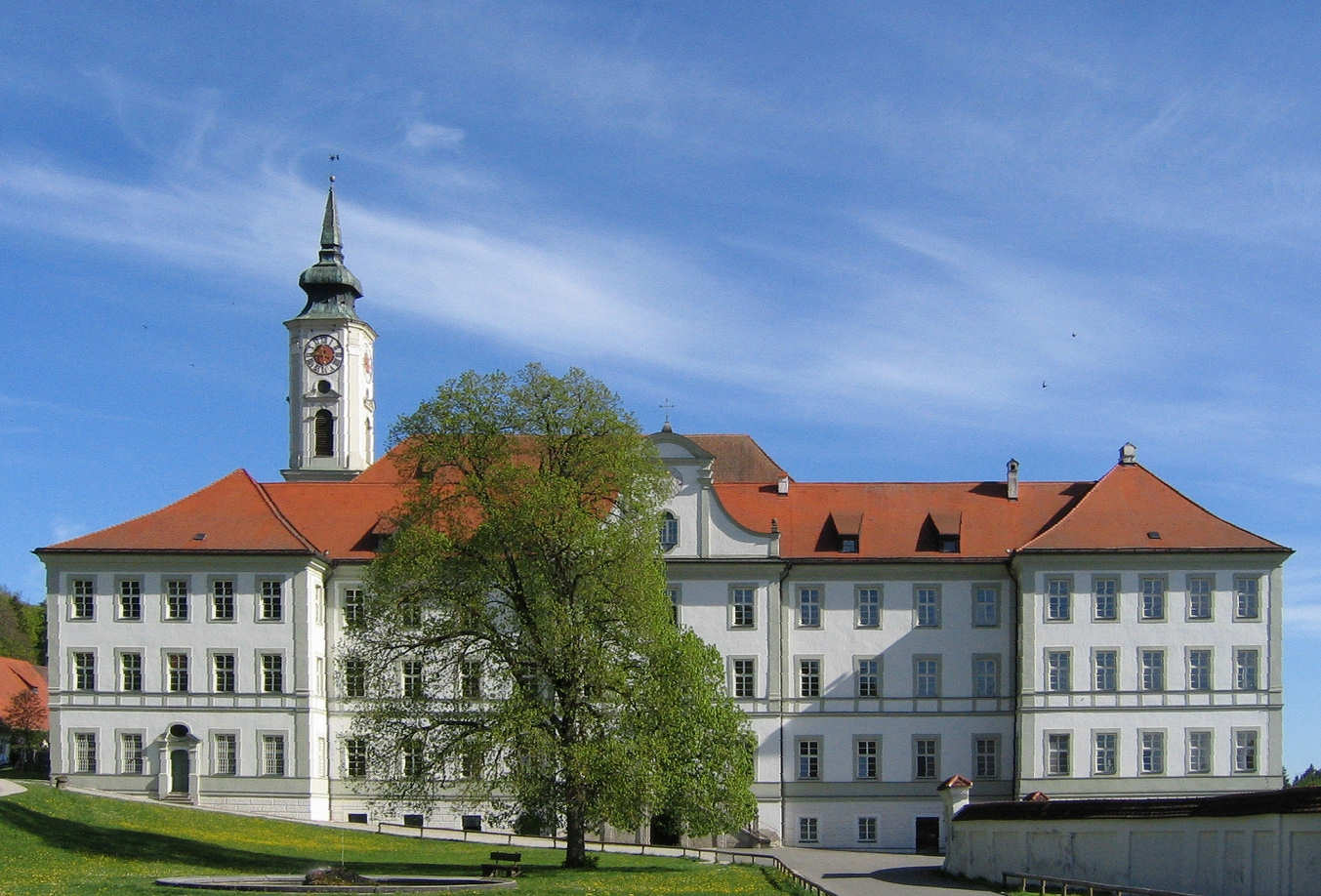
Ansicht von Süden

Der heutige Klosterbau wurde 1707 nach Plänen von Giovanni Antonio Viscardi fertiggestellt. Die als Klosterkirche erbaute St.-Dionys-Kirche ist ein Juwel des Rokoko. 1733 bis 1740 wurde unter François de Cuvilliés d. Ä. ein Neubau begonnen. 1751 bis 1760 wurde der Bau von Johann Baptist Gunetzrhainer und Johann Michael Fischer vollendet. 1754 bis 1756 malte und stuckierte Johann Baptist Zimmermann die Kirche aus. 1756 bis 1764 stellte Johann Baptist Straub die Altäre und die Kanzel auf. Die Kirche und ihre Ausstattung wurden von 2004 bis 2011 komplett restauriert.

### Orgel
Die Orgel wurde 1996 von Orgelbau Vleugels gebaut. Sie hat 31 Register auf zwei Manualen und Pedal. Die Spieltrakturen und Registertrakturen sind mechanisch. Das Gehäuse stammt noch von Anton Bayr um 1762. Sie besitzt folgende Disposition:
| I Hauptwerk C–f3 |                |       |
| 1.               | Prinzipal      | 8′    |
| 2.               | Viola da Gamba | 8′    |
| 3.               | Copl           | 8′    |
| 4.               | Oktave         | 4′    |
| 5.               | Flöte          | 4′    |
| 6.               | Quinte         | 3′    |
| 7.               | Superoktave    | 2′    |
| 8.               | Mixtur IV      | 1 ⁄2′ |
| 9.               | Cornet V       | 8′    |
| 10.              | Trompete       | 8′    |
| 11.              | Clairon        | 4′    |

| II Hinterwerk C–f3 |            |        |
| 12.                | Bifara     | 8′     |
| 13.                | Salicet    | 8′     |
| 14.                | Rohrflöte  | 8′     |
| 15.                | Fugara     | 4′     |
| 16.                | Blockflöte | 4′     |
| 17.                | Quintflöte | 3′     |
| 18.                | Flageolet  | 2′     |
| 19.                | Terzflöte  | 1 3⁄5′ |
| 20.                | Cymbel IV  | 1′     |
| 21.                | Fagotto    | 16′    |
| 22.                | Krumphorn  | 8′     |

| Pedal C–d1 |                |              |
| 23.        | Prinzipalbass  | 16′          |
| 24.        | Subbass        | 16′          |
| 25.        | Oktavbass      | 8′           |
| 26.        | Cellobass      | 8′           |
| 27.        | Gedacktbass    | 8′           |
| 28.        | Flötenbass     | 4′           |
| 29.        | Cornetbass III | 3′ 2′ 1 3⁄5′ |
| 30.        | Posaunenenbass | 16′          |
| 31.        | Trompetenbass  | 8′           |

- Koppel: I/P, II/P, II/I
- Glockenspiel, Pauke, Vogelschrei, Tremulant

### Prälatengarten

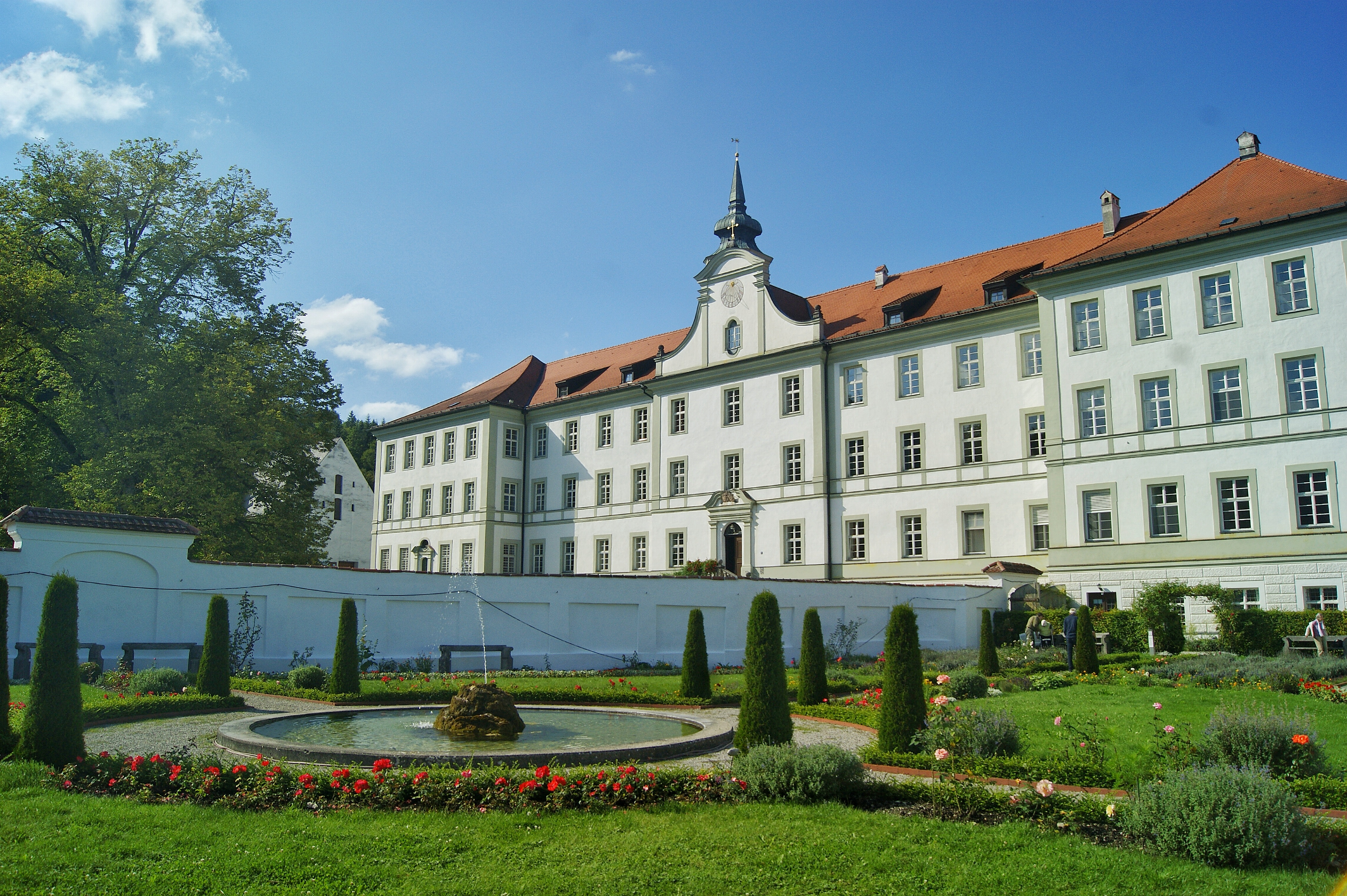
Blick zum Kloster aus dem Prälatengarten (2021)

Im Kloster liegt der 1998 neu gestaltete Prälatengarten.
Der Eingang liegt 20 Meter rechts der Klosterpforte.

## Höhere Obere
Äbte
- Waltrich, 762–790
- Petto, 790–820
- Engelbert, 1140–1153
- Eberhard, 1153–1160
- Arnold, 1160–1164
- Heinrich I., 1164–1200
- Wernher I., 1200–1218
- Conrad I., 1218–1238
- Linpmann, 1238–1240
- Conrad II. Wishaimer, 1240
- Ulrich I., 1240–1249
- Berchther (1. Amtszeit), 1249–1259
- Heinrich II. Chozmer, 1259
- Sighard, 1259–1264
- Dietrich, 1264–1273
- Berchther (2. Amtszeit), 1273–1277
- Gerwin, Friedrich Schwabinger, 1277–1286
- Conrad III., 1286–1290
- Conrad IV. Witscheid, 1290–1295
- Heinrich III. Giesinger, 1295–1301
- Friedrich Schwabinger (2. Amtszeit), 1301–1305
- Ulrich II. Teufelhart, 1305
- Conrad V. Schwabinger, 1305–1317
- Rudolf, 1317–1320
- Conrad VI. Sachsenhauser, 1320–1346
- Berchtold Nörderdorfer, 1346–1348
- Wernher II., 1348–1352
- Heinrich IV. Phaner, 1352–1362
- Ulrich III. Osterhofer, 1363–1380
- Johann I. Valer, 1380–1410
- Johann II. Trostberger, 1410–1438
- Heinrich V. Saxtsch, 1438–1457
- Wilhelm Oberndorfer, 1457–1463
- Erasmus Golhueter, 1463–1468
- Leonhard I. Volkl, 1468–1476
- Georg I. Trumetter, 1476–1490
- Leonhard II. Schmid, 1490–1527
- Georg II. Veckenbeurer, 1527–1544
- Johann III. Ecker, 1544–1556
- Georg III. Pachberger, 1556–1562
- Ludwig Holtzmayr, 1562–1590
- Leonhard III. Klotz, 1591–1619; erhielt 1598 die Pontifikalien
- Michael Graf, 1619–1626
- Dionys Keller, 1626–1634
- Albert Stainpacher, 1634–1640
- Carl Hieber, 1640–1653
- Anian Mayr, 1653–1680
- Melchior Schussmann, 1680–1719
- Hermann Josef Frey, 1719–1751
- Felix Gege, 1752–1776
- Godefried (Gottfried) Spindler OPraem (1750–1808), 1777–1803, letzter Abt des Klosters vor der Säkularisation, Taufname Johann Peter[15]

Prioren
- Benedikt Zenetti, 1866–1872 (1872–1904 Abt von St. Bonifaz)
- Thaddäus Brunner, 1872–1883
- Gregor Lindemann, 1884–1887
- Pius Bayer, 1887–1888
- Placidus Auracher, 1889–1899
- Raphael Barth, 1899–1904
- Sigisbert Liebert, 1904–1910

Äbte
- Sigisbert I. Liebert, 1910–1929
- Sigisbert II. Mitterer, 1929–1963
- Ambros Rueß, 1963–1973
- Otmar Kranz, 1973–1975
- Gregor Zasche, 1976–2008
- Petrus Höhensteiger, seit 2008[16]

Prioren
- Petrus Beda, 1940/50er Jahre